# Strawberry Fields Forever/Penny Lane
Strawberry Fields Forever/Penny Lane è un singolo del gruppo musicale britannico The Beatles, pubblicato nel febbraio 1967.

## Tracce
Testi e musiche di John Lennon e Paul McCartney.
1. Strawberry Fields Forever – 4:10
2. Penny Lane – 3:03

## Brani

### Strawberry Fields Forever
È uno degli esempi più significativi di rock psichedelico della band britannica. Raggiunse il numero due in Gran Bretagna e l'ottavo posto negli USA, ed è stata descritta da numerosi critici come uno dei brani migliori del gruppo. Nel 2021 venne indicata dalla rivista Rolling Stone come la settima migliore canzone di ogni tempo.

#### Origine e storia
Firmata Lennon-McCartney, la canzone è stata in realtà composta dal solo Lennon: iniziò la stesura ad Almería, in Spagna, durante le riprese del film diretto da Richard Lester How I Won the War (in italiano Come ho vinto la guerra) nel settembre-ottobre del 1966. I primi demo, registrati ad Almería, non hanno ritornello e solo una strofa: «No one is on my wavelength / I mean, it's either too high or too low / That is you can't you know tune in but it's all right / I mean it's not too bad». Lennon cambiò le parole di questa strofa in seguito per rendere il testo più criptico, poi scrisse la melodia e parte delle parole del ritornello. Infine aggiunse un'altra strofa e inserì la citazione da "Strawberry Field", che era il nome di un orfanotrofio situato in Beaconsfield Road, Woolton, Liverpool, vicino alla casa d'infanzia di Lennon, nei pressi del Calderstones Park. Lennon e i suoi compagni di giochi Pete Shotton, Nigel Whalley, e Ivan Vaughan erano soliti giocare nel giardino alberato dietro l'edificio.

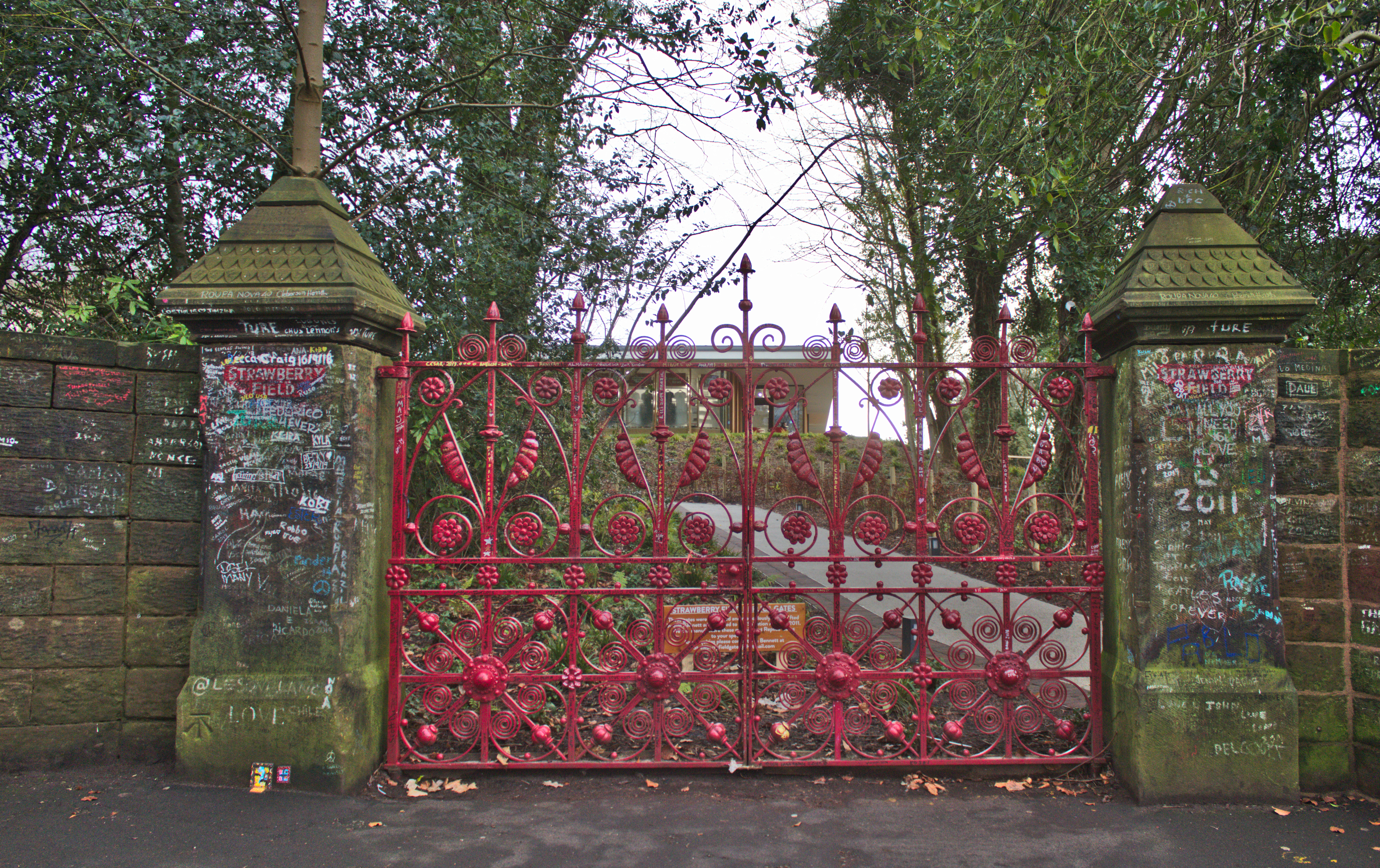
Ingresso dell'orfanotrofio dell'Esercito della Salvezza che diede il nome alla canzone

Registrata alla fine del 1966 per essere inserita nell'album Sgt. Pepper's Lonely Hearts Club Band (1967), fu invece pubblicata il 13 febbraio 1967 in Gran Bretagna, e il 17 febbraio 1967 negli Stati Uniti come singolo dal doppio lato A accoppiata con Penny Lane di Paul McCartney.
Il brano fu successivamente incluso nel LP Magical Mystery Tour (1967).
Sia Strawberry Fields Forever di Lennon che Penny Lane di McCartney esprimono il tema della nostalgia per la loro infanzia a Liverpool. Non di meno, anche se si riferiscono a due luoghi reali, le due canzoni contengono anche forti connotazioni surreali e psichedeliche tipiche dell'epoca.
La composizione del brano risale ad un momento di grandi cambiamenti per Lennon e i Beatles: il gruppo aveva appena abbandonato i concerti dopo uno dei periodi più difficili e travagliati della propria carriera, in seguito alla famosa intervista, tacciata di blasfemia, in cui Lennon aveva affermato che la band era ormai più famosa di Gesù Cristo e al non intenzionale incidente diplomatico con la First lady delle Filippine, Imelda Marcos. Inoltre il matrimonio di Lennon con Cynthia Powell stava entrando in crisi, e lui stava consumando dosi sempre maggiori di droga, specialmente LSD.

#### Registrazione

Lennon nel 1967, con i celebri occhialini tondi e i baffi da "tricheco"

Il brano fa parte del gruppo delle sedici canzoni registrate durante la sessione di lavoro per il concept album Sgt. Pepper's Lonely Hearts Club Band. Le macchine di studio utilizzate nell'incisione furono una coppia di Studer a 4 tracce J39.
Il titolo provvisorio della canzone era It's Not Too Bad, e Geoff Emerick, il tecnico del suono, la ricorda come «Proprio una grande, grande canzone, sin dalla prima volta che John ce la fece sentire, accompagnandosi solo con la chitarra acustica.»
La registrazione di Strawberry Fields Forever iniziò il 24 novembre 1966, nello Studio 2 di Abbey Road e richiese 45 ore, distribuite in circa 5 settimane.
La band registrò tre diverse versioni del brano. Dopo che Lennon suonò la canzone agli altri Beatles con la sua chitarra acustica, il gruppo registrò il primo take. Lennon suonava una chitarra Epiphone Casino; McCartney suonava il mellotron, un nuovo strumento fatto conoscere ai Beatles da Mike Pinder dei Moody Blues; Starr suonava la batteria; e Harrison la chitarra elettrica. Il primo provino iniziava con il verso, «Living is easy...», senza la strofa, «Let me take you down», che compare nella versione finale. L'ultimo verso, «Always, no sometimes...», ha un'armonia in tre parti, con McCartney e Harrison che intonano "un sognante controcanto". Questa versione fu presto abbandonata e dovette attendere il 1996 per essere pubblicata sull'Anthology 2.
Quattro giorni dopo, il 28 novembre 1966 la band si ritrovò per provare un differente arrangiamento. La seconda versione della canzone vede l'introduzione di McCartney al mellotron seguita dal ritornello. Registrarono cinque provini della traccia di base (due dei quali erano false partenze) e l'ultimo di questi fu scelto come migliore e conservato per successive sovraincisioni. La voce solista di Lennon fu registrata con la velocità del nastro aumentata, di modo che suonata alla velocità normale la sua tonalità risultasse alterata, dando alla voce un suono ovattato. Questa versione fu usata per i primi minuti della registrazione pubblicata.

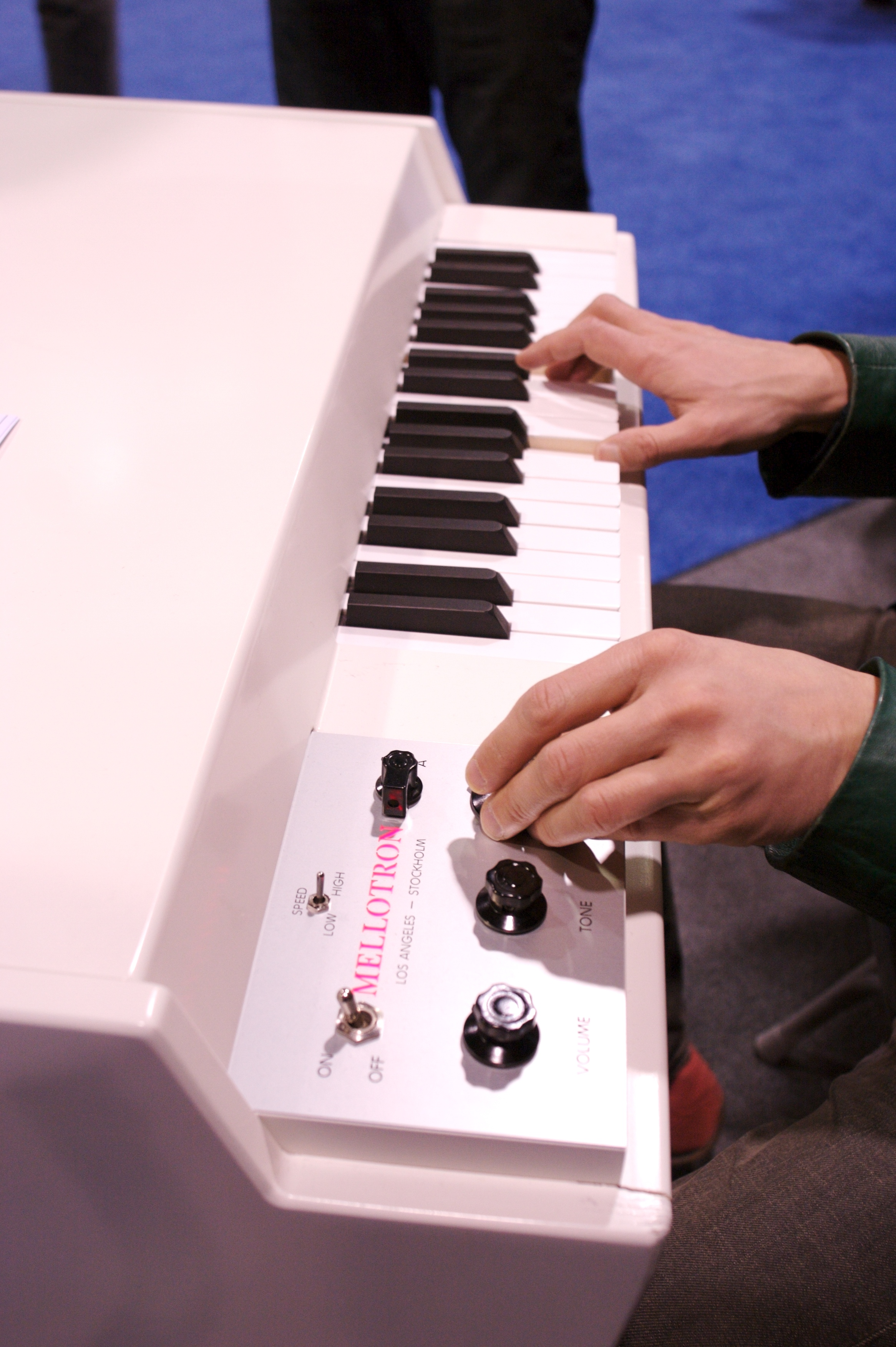
Un mellotron

Dopo aver registrato la seconda versione, Lennon volle provare qualcosa di diverso, come Martin ricorda: «Lui voleva una canzone sognante, ma disse che era venuta troppo rumorosa. Mi chiese se potevo scrivergli un nuovo arrangiamento per fiati e violoncello. Così scrissi la partitura e la registrammo anche, ma non gli piacque». I giorni 8 e 9 dicembre, fu registrata un'altra traccia di base, usando il mellotron, chitarra elettrica, pianoforte, cimbali, e lo swarmandel (o swordmandel), una versione Indiana dello zither. Dopo aver riascoltato i nastri sia della versione di Martin, che dell'originale, Lennon disse che gli piacevano entrambe, anche se Martin precisò che la versione orchestrale era in un tempo più veloce ed era anche in una diversa tonalità rispetto alla prima versione. Allora Lennon disse: «Sono sicuro che puoi unirle, George!», dando a Martin ed Emerick l'arduo compito di mettere insieme le due versioni. Con solo un paio di forbici, due registratori, e un macchinario per il controllo della velocità del nastro, Emerick riuscì a compensare le diverse velocità e tonalità delle due versioni, incrementando la velocità della prima versione e diminuendo quella della seconda. Quindi giuntò le due versioni insieme, facendo partire la versione orchestrale nel bel mezzo del secondo ritornello.
Anche Mark Lewisohn, nel suo libro Beatles - Otto anni ad Abbey Road, rileva che la canzone era formata da due brani diversi uniti in fase di mixaggio. La prima parte acustica meglio riuscita in una versione, la seconda orchestrale in un'altra, e su tonalità diverse. George Martin risolse il problema aumentando manualmente di circa il 5% la velocità della seconda parte. Lennon giudicava però "imperfetto" il mixaggio, tanto che avrebbe voluto in seguito reincidere il brano.
Lennon borbotta qualcosa durante la fine della canzone. Le parole sono di difficile decifrazione, non facendo parte del testo. I fautori della teoria “Paul is Dead” hanno ipotizzato che Lennon mormori «I buried Paul» (Ho sepolto Paul). Un più accurato ascolto, e soprattutto l'uscita sull'Anthology dei differenti provini della canzone, dove le parole di Lennon sono nettamente più comprensibili, ha definitivamente stabilito che Lennon alla fine del brano dice, in modo ugualmente enigmatico, «cranberry sauce» (salsa di mirtillo).

## Pubblicazione

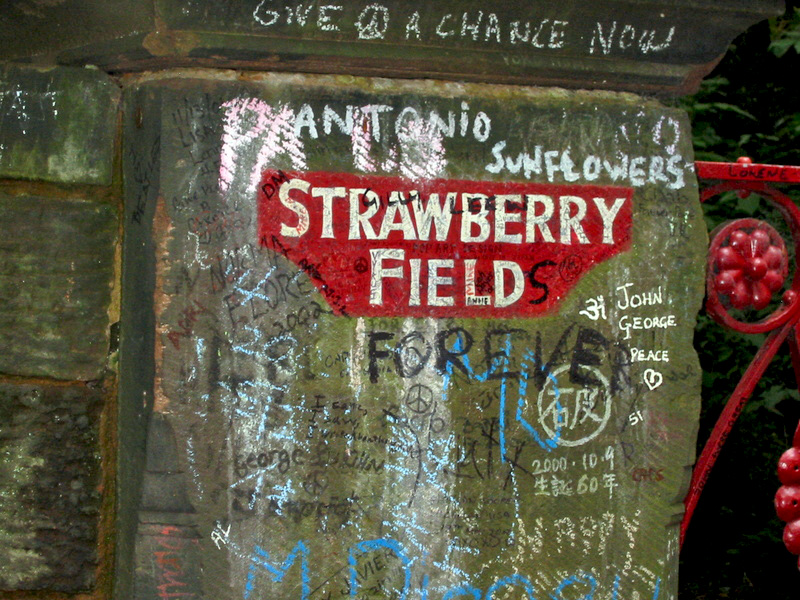
Alcuni graffiti lasciati dai fan sulla colonna del cancello

Quando il manager del gruppo, Brian Epstein, pressò Martin per un nuovo singolo dei Beatles, Martin disse a Epstein che la band aveva appena finito di registrare Strawberry Fields Forever e Penny Lane che, secondo Martin, erano due delle migliori canzoni che avessero mai prodotto. Epstein disse che avrebbero pubblicato i brani come un singolo dal doppio lato A, come avevano fatto con il singolo precedente, Yellow Submarine/Eleanor Rigby. Il singolo fu pubblicato in Inghilterra il 13 febbraio 1967, e il 17 febbraio 1967 negli Stati Uniti. Seguendo la filosofia dei Beatles che nessuna canzone uscita come singolo dovesse apparire negli album in uscita, entrambe le canzoni furono quindi lasciate fuori da Sgt. Pepper's Lonely Hearts Club Band, ma Martin in seguito ammise che fu un “grosso errore”.
Per la prima volta dai tempi di Love Me Do nel 1962, un singolo dei Beatles fallì la conquista della prima posizione in classifica in Inghilterra. Fu fermato al numero due da Release Me di Engelbert Humperdinck, perché la BBC conteggiò il doppio lato A come due differenti singoli; nonostante le vendite del singolo dei Beatles doppiassero ampiamente quelle della canzone di Humperdinck. In un'intervista radiofonica dell'epoca, McCartney disse che non era deluso poiché la canzone di Humperdinck era “un genere completamente diverso di musica”.
Starr riferì che la cosa era stata un “sollievo” e che fece calare la pressione sul gruppo. Penny Lane raggiunse il numero 1 in America, mentre Strawberry Fields Forever si fermò all'ottava posizione. Negli USA, tutte e due le canzoni furono incluse nell'album Magical Mystery Tour, che in Gran Bretagna uscì invece come doppio EP. Quando Magical Mystery Tour fu riedito in CD, la Parlophone scelse l'ampliato LP statunitense rispetto al doppio EP inglese.
La canzone apre la raccolta Blu 1967–1970, uscita nel 1973, e apparve anche nella colonna sonora del documentario sulla vita di Lennon Imagine del 1988. Nel 1996, tre versioni inedite del brano sono state incluse sull'Anthology 2: il primo demo casalingo, il primo take in studio, e tutto il settimo take, del quale solo i primi minuti erano ascoltabili nella versione pubblicata nel 1967. Nel 2006, un nuovo missaggio della canzone è uscito sull'album Love. Quest'ultima versione, costruita su un demo acustico, incorpora elementi di Hello Goodbye, Baby You're a Rich Man, In My Life, Sgt. Pepper's Lonely Hearts Club Band, Penny Lane, Yellow Submarine e Piggies.

## Promozione
Per la promozione di Strawberry Fields Forever fu girato un video il 30 e il 31 gennaio 1967, nel Knole Park a Sevenoaks. Lo diresse il regista televisivo svedese Peter Goldman, amico di Klaus Voormann che lo aveva raccomandato al gruppo. Il filmato di Strawberry Fields Forever, insieme a quello di Penny Lane, è stato selezionato dal MoMA di New York come video più influente della fine degli anni sessanta.
Entrambi furono trasmessi in America il 25 febbraio 1967, nel programma The Hollywood Palace, con l'attore Van Johnson come ospite.

## Accoglienza
Strawberry Fields Forever fu ben accolta dalla critica musicale, ed è oggi considerata un classico: tre settimane dopo la sua pubblicazione, Time recensì il brano come «l'ultimo esempio dell'incredibile creatività del gruppo», Richie Unterberger di AllMusic ha definito la canzone «uno dei massimi vertici dei Beatles» e una delle migliori composizioni Lennon-McCartney.
Il brano è stato giudicato la seconda migliore canzone dei Beatles, dopo A Day in the Life, dalla rivista musicale Mojo.
Brian Wilson dei Beach Boys raccontò di ritenere Strawberry Fields Forever parzialmente responsabile del fallimento del leggendario album incompiuto del suo gruppo, SMiLE. Wilson sentì la canzone sullo stereo in macchina mentre stava guidando, e ne fu così sbalordito che dovette fermarsi per ascoltarla attentamente. Disse che i Beatles avevano proprio raggiunto il tipo di “sound” che stava cercando per i Beach Boys.

## Nella cultura di massa
- Il titolo della canzone ha dato il nome allo "Strawberry Fields Memorial", eretto in memoria di John Lennon all'interno del Central Park a New York.
- Strawberry Fields è il nome dato alla "Bond girl" interpretata da Gemma Arterton nel film del 2008 Quantum of Solace.[52]
- Un episodio basato sulla canzone è stata la puntata finale prodotta per la serie a cartoni animati dei Beatles.[53]
- L'attore Dominic Monaghan, noto soprattutto per i ruoli di Merry nella trilogia de Il Signore degli Anelli e di Charlie Pace nella serie televisiva Lost, ha tatuato sulla spalla sinistra il verso: «Living is easy with eyes closed».
- Il film La vita è facile ad occhi chiusi, uscito in Italia nel 2015 e ambientato nella Spagna del 1966, racconta le peripezie di un insegnante di inglese e di due adolescenti sbandati. Il terzetto si dirige in auto ad Almeria dove si stanno girando le scene di Come ho vinto la guerra, film nel quale recita John Lennon che i tre sono ansiosi di incontrare. Il titolo denuncia il debito nei confronti di un celebre verso del brano[54].

## Formazione
The Beatles
- John Lennon - voce raddoppiata, chitarra ritmica, mellotron, conga
- Paul McCartney - mellotron, basso, piano, chitarra solista (fine brano), bongo
- George Harrison - chitarra slide, swarmandal, timpani, chitarra solista (inizio brano)
- Ringo Starr - batteria, maracas

Altri musicisti
- Tony Fisher, Greg Bowen, Derek Watkins, Stanley Roderick - tromba
- John Hall, Derek Simpson, Norman Jones - violoncello
- Mal Evans - tamburino
- George Martin - pianoforte a coda

Crediti
- George Martin - produttore
- Geoff Emerick - ingegnere del suono